# Ian Hipa
Ian Hipa est un homme politique niuéen.

## Biographie
Électricien de profession, il est candidat malheureux dans la petite circonscription du village de Hikutavake aux élections législatives de 2017. Il entre au Parlement de Niué en étant finalement élu député de Hikutavake aux élections de 2023 avec 37,5 % des suffrages et une seule voix d'avance sur le député sortant en place depuis trente-trois ans, Opili Talafasi.
Son père le docteur Dick Hipa, son oncle Morris Tafatu et son frère Richard Hipa l'ont tous précédé comme députés.